# Río San Marcos (Estados Unidos)
El río San Marcos es un pequeño río estadounidense que nace en los manantiales de San Marcos (San Marcos Springs), en San Marcos, Texas. Los manantiales son hogar de varias especies amenazadas o en peligro de extinción, como la salamandra ciega de Texas, Etheostoma fonticola y Zizania texana. El río es una popular zona de recreo, y es frecuentado para la práctica del tubing, el piragüismo, la natación y la pesca.

## Curso
El río comienza en San Marcos Springs, surgiendo del acuífero de Edwards en el lago Spring. El acceso a la mayor parte de las cabeceras está restringido debido al delicado ecosistema y a las numerosas especies raras. El curso superior del río discurre a través de la Universidad del Estado de Texas y San Marcos, y es una popular zona de recreo. Se une al río Blanco después de seis kilómetros pasando por Luling y el Parque estatal de Palmetto. Cerca de Gonzales desemboca en el río Guadalupe después de un total de 121 km. Este curso es el primer tramo del Texas Water Safari.

## Historia

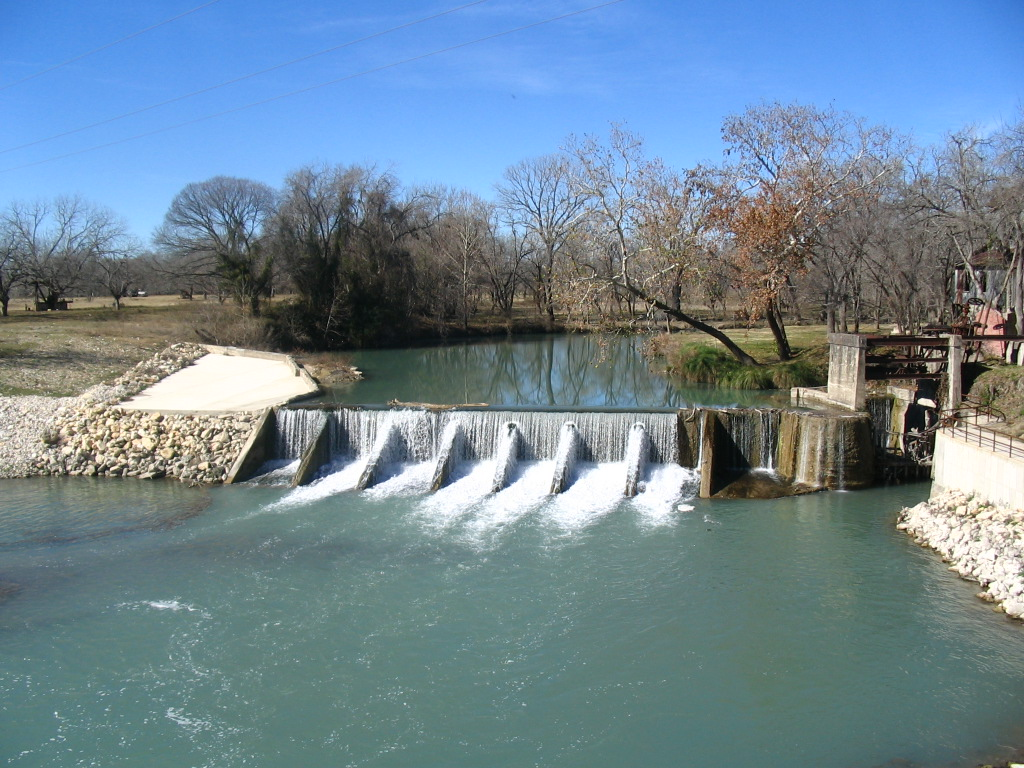
Una presa en el río San Marcos en Luling.

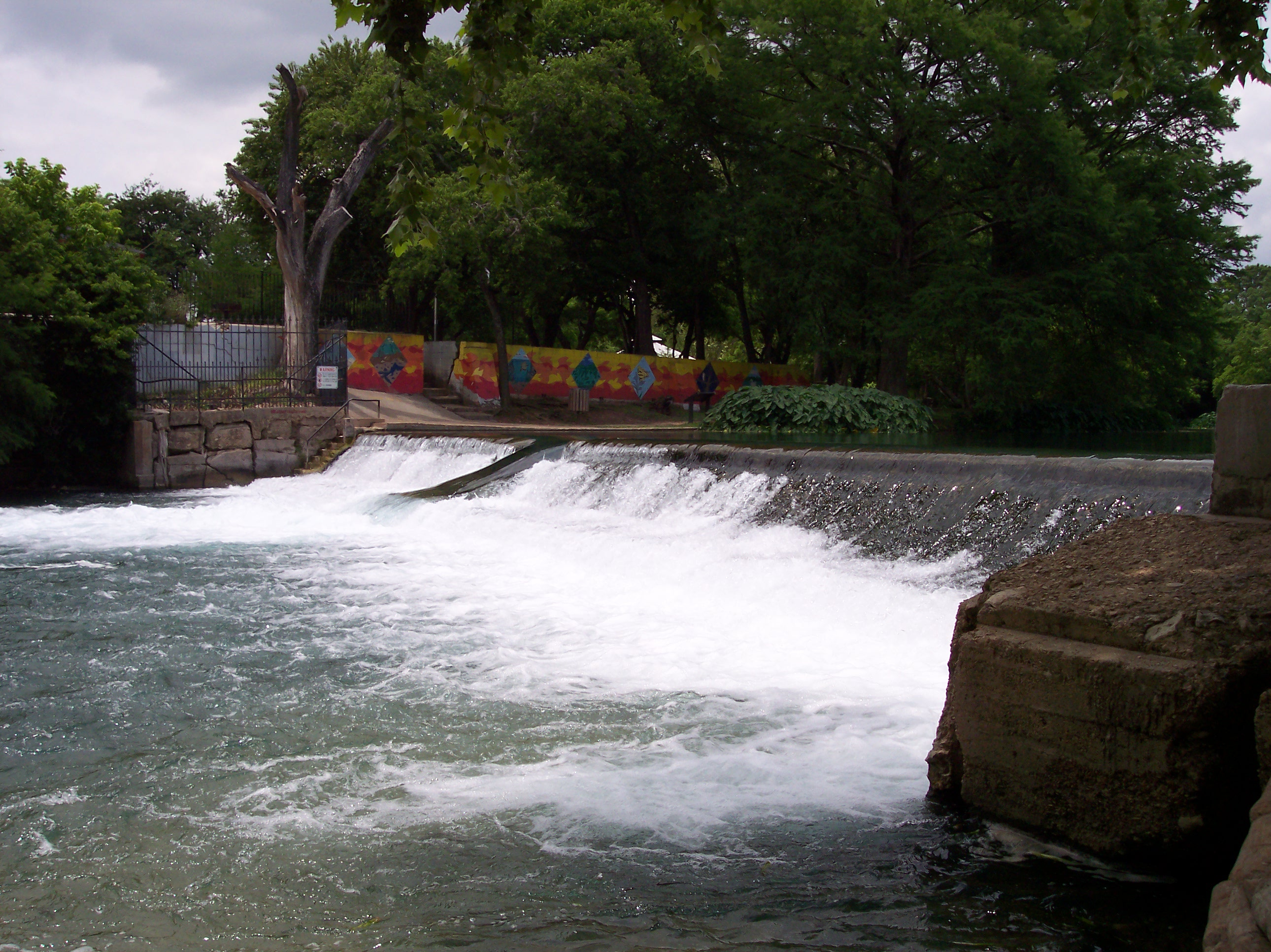
La antigua presa río Vista, hoy en día demolida. Ahora es una popular área recreativa.

La historia y la denominación del río es un tanto confusa. Puede haber sido descubierto por la expedición de 1689 del capitán Alonso de León, pero algunos eruditos creen que en su lugar habrían encontrado el rio Colorado o el río Navidad. La convención vino a llamar así al primer río importante más allá de la Guadalupe. Sin embargo, en ese momento, el río Comal era llamado a menudo el Guadalupe, y parte del Guadalupe se conocía como San Ybón. En 1808, los españoles se establecieron en San Marcos de Neve, justo al sur de la actual San Marcos. Tenían relaciones amistosas con los indios tonkawas, pero debido a la hostilidad de la tribu comanche fueron obligados a abandonar la zona aledaña en 1812.
El general realista Ignacio Elizondo traicionó en Acatita de Bajan, Coahuila, al padre Miguel Hidalgo, Ignacio Allende, Mariano Jiménez, Ignacio Abasolo y Juan Aldama y los entregó al ejército español, que los fusiló posteriormente. Tiempo después, mientras estaba en una misión en Texas, Ignacio Elizondo fue reconocido por el teniente Miguel Serrano y cuando descansaba a orilla del río, fue asesinado a puñaladas en 1811. Fue sepultado a orillas del río San Marcos.